# کوکلس
کوکلس (به آلمانی: Kükels) یک شهر در آلمان است که در زگه‌برگ واقع شده‌است. کوکلس ۴۳۷ نفر جمعیت دارد.